# Anisomysis gutzuii
Anisomysis gutzuii är en kräftdjursart som först beskrevs av Mihai Bacescu 1992.  Anisomysis gutzuii ingår i släktet Anisomysis och familjen Mysidae. Inga underarter finns listade i Catalogue of Life.